# Parodontophora chiliensis
Parodontophora chiliensis is een rondwormensoort uit de familie van de Axonolaimidae. De wetenschappelijke naam van de soort is voor het eerst geldig gepubliceerd in 1956 door Murphy.